# Pino d'Italia
Pino d'Italia è un termine utilizzato in araldica per indicare la pianta del pino domestico che si trova con una certa frequenza negli stemmi araldici dell'Italia centrale; si tratta di una pianta non autoctona, ma molto diffusa, specie sulle coste, ed è caratterizzata dalla chioma ad ombrello.
Il pino è uno degli alberi di maggior pregio araldico. Simboleggia benignità e cordialità, a motivo della sua capacità di non nuocere ad alcuna pianta che gli sta sotto, benché sia alto e ombroso, e nobiltà antica e generosa perché rappresenta il signore che non allontana i più umili che gli vivono dappresso. È anche simbolo di animo filosofico perché capace di elevarsi dovunque si trovi.
Talora è rappresentata anche la sola pigna.

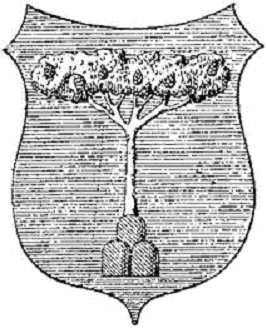
pino d'Italia
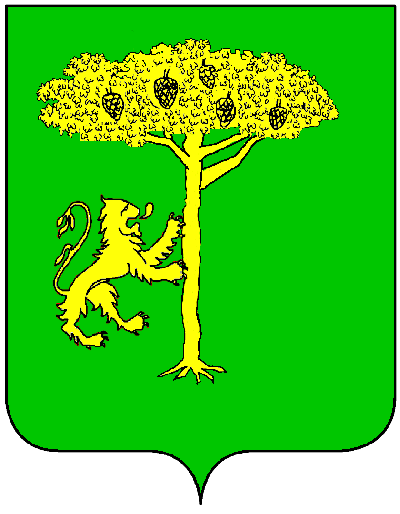
Di verde, al pino sradicato e fruttifero d'oro, addestrato da un leone rivolto, rampante contro il tronco e coronato d'oro (stemma della famiglia Pino di Genova)
Partito di oro e di rosso, con due leoni dell'uno nell'altro controrampanti e affrontati ad un pino di verde fruttato d'oro, sradicato e posto sulla partizione (stemma di Ravenna)[2]
tre pigne ordinate in fascia (Sulkava, Finlandia)
D'oro, a tre pigne di verde (Pina de Ebro, Spagna)[3]
scoiattolo afferrante una pigna (Veddasca)
una pigna di verde (Ramonchamp, Francia)